# 長野市立城東小学校
長野市立城東小学校（ながのしりつ じょうとうしょうがっこう） は、長野県長野市三輪6丁目にある公立小学校。

## 沿革
- 1955年（昭和30年）
  - 3月31日 - 城東小学校発足する。10月開校まで城山小学校に本部を置く。
  - 4月1日 - 第1回入学式挙行。最初の新入生は228名（城山小へ132名、三輪小へ70名、鍋屋田小へ36名に分かれて入学する。）
  - 10月11日 - 城東小学校本部引越しする。
  - 11月3日 - 開校式が屋上にて挙行される。
- 1956年（昭和31年）
  - 6月5日 - 開校第1回春季校庭運動会開催。
  - 7月8日 - PTA創立総会を行う。
  - 12月3日 - 管理棟校舎コンクリート打ち込み開始。
- 1957年（昭和32年）10月8日 - 校章決定。
- 1958年（昭和33年）6月10日 - 竣工落成式・祝賀会挙行。校庭体育施設完備。
- 1961年（昭和36年）7月27日 - プール竣工式挙行。
- 1964年（昭和39年）
  - 10月8日[1] - 全教室にテレビ設置される。
  - 10月13日 - 校歌作曲完成
  - 11月20日 - 門柱完成。
- 1965年（昭和40年）
  - 3月19日 - 校歌碑除幕式。
  - 11月3日 - 開校10周年記念式典挙行。
- 1966年（昭和41年）10月11日 - 増築校舎竣工、教室移動。
- 1967年（昭和42年）9月27日 - 城東山改修完成。
- 1971年（昭和46年）4月1日 - 教科担任制を実施、ティームティーチングも、中学年を中心に取り入れ、研究する。
- 1972年（昭和47年）7月12日 - 児童理解のための一日一対話開始。
- 1975年（昭和50年）10月25日 - 20周年記念音楽会開催し、記念式典挙行。
- 1976年（昭和51年）9月2日 - 長野ろう学校との交流教育を開始。
- 1979年（昭和54年）1月8日 - 給食センターからの給食開始。
- 1983年（昭和58年）12月28日 - カラーテレビ全教室設置完了。
- 1985年（昭和60年）11月1日 - 開校30周年記念式典挙行、記念講演会と祝賀会開催。
- 1989年（平成元年）7月4日 - プール竣工式。
- 1991年（平成3年）3月17日 - 玄関工事完了。
- 1992年（平成4年）3月3日 - 体育館竣工祝賀式典挙行。
- 1995年（平成7年）11月4日 - 40周年記念式典挙行、コンサートと祝賀会開催。
- 1997年（平成9年）
  - 6月27日 - 第1回子どもを守る会開催。
  - 10月3日 - インドとの国際交流始まる。
- 1998年（平成10年）2月 - 長野冬季五輪開催。各種観戦し、交流を行った。
- 2001年（平成13年）
  - 6月3日 - この日から10日まで、インドデリーパブリックスクール児童10名が来校し、ホームステイを行った。
  - 10月 - 学校評議員制を導入。
  - 12月16日 - この日から23日まで、インドデリーパブリックスクールへ、川田小学校と本校合同で、10名の児童が訪問。以後、2003年（平成15年）まで交流。
- 2005年（平成17年）10月8日 - 創立50周年記念行事開催。
- 2007年（平成19年）
  - 5月18日 - 校舎改築仮設校舎建設開始。
  - 8月18日 - この日と翌日の2日間、仮設校舎への引越し。PTAと地域より多大な協力で行なわれる。
  - 9月 - 旧校舎解体工事開始。
- 2008年（平成20年）
  - 4月 - 新校舎建築工事開始。
  - 9月20日 - 昨年度に続き、長野ろう学校校庭にて、交流運動会開催。
- 2009年（平成21年）
  - 3月21日 - この日から翌日にかけて、新校舎への引越し作業実施。
  - 4月 - 仮設校舎解体工事開始。
  - 6月末 - 外構部建設し、引渡し。
  - 7月 - 新校舎・全施設の使用開始。
  - 8月18日 - 城東児童プラザ開所式挙行。
- 2010年（平成22年）
  - 3月12日 - ソーラーパネル設置工事開始。
  - 6月16日 - プール敷石補修工事開始。
- 2011年（平成23年）8月 - 各教室の扇風機設置工事完了。
- 2012年（平成24年）
  - 3月 - 体育館音響整備工事完了。
  - 6月2日 - 交流運動会を春に開催。
- 2014年（平成26年）
  - 3月 - 体育館に木彫りの校歌額設置。
  - 7月 - 城東小学校コミュニティース城東小学校コミュニティースクール運営委員会発足。
- 2015年（平成27年）
  - 3月 - 長野石材の厚意により「なかよしの像」を校門横に移転。
  - 10月30日 - 60周年記念式典挙行。

## 通学区域
- 大字三輪の一部、大字鶴賀田町、東鶴賀町、大字鶴賀東鶴賀町、早苗町の一部、柳町、三輪1丁目の一部、三輪5丁目、三輪6丁目の一部、三輪7丁目の一部[2]

## 交通
- JR東日本・しなの鉄道・長野電鉄長野駅から、
  - 長電バス「55」系統牟礼線「三輪六丁目」バス停下車後、徒歩約310m・約5分。
  - 下述の長野電鉄を利用し、善光寺下駅下車後、徒歩。
- 長野電鉄長野線善光寺下駅（出口2）から、徒歩約470m・約7分。

## 周辺
- 長野市立柳町中学校 - 主な進学先でもある[3]。
- 長野めぐみ教会
- 県営柳町団地
- 国道406号